# The Solent
Pour les articles homonymes, voir Solent.
The Solent est le bras de mer qui sépare l'île de Wight de la Grande-Bretagne. Il est long d'une cinquantaine de kilomètres, pour une largeur oscillant entre 1,2  et   8 km. C'est une voie maritime très fréquentée, qui donne accès aux ports de Southampton et Portsmouth.
Sa partie orientale, face à Portsmouth, est appelée Spithead. C'est là que se déroule traditionnellement la revue de la Royal Navy par le souverain britannique.

## Statut de protection
Une partie importante de la côte du Solent est protégée au titre de zone spéciale de conservation.

## Lieu de plaisance et de courses sportives
Plan d'eau quasi fermé, donc abrité de la houle (mais siège de violents courants de marée, notamment à sa sortie ouest près des falaises des Needles) et semé de maints bancs de sable faisant obstacle, est un terrain de jeu privilégié des amateurs de voile (Première Coupe des Cent Guinées, remportée par la Goëlette America, Régates de Cowes, Jeux olympiques Voile 2012, base de vitesse de Portsmouth…), on appelle parfois Cowes « La Mecque du Yachting ».
Ce fut également un haut lieu de l'hydraviation dans les années 1920 et 1930, avec la présence du chantier Saunders Roe (constructeur de yachts et d'hydravions à coque comme le gigantesque Princess) ou les courses de la Coupe Schneider. Le musée local de Solent Sky commémore ce glorieux passé.